# FLYING KIDS NOW! 〜THE NEW BEST OF FLYING KIDS〜
『FLYING KIDS NOW! 〜THE NEW BEST OF FLYING KIDS〜』（フライング キッズ ナウ ザ・ニュー・ベスト・オブ・フライング キッズ）は、FLYING KIDSの3枚目のベスト・アルバム。2004年2月25日にSPEEDSTAR RECORDSより発売された。

## 解説
前作から6年ぶりの発売。ボーカル浜崎貴司のアルバム『発情』と同時発売。初回盤と通常盤の2形態で発売され、初回盤には浜崎がセレクトした楽曲を収録したボーナス・ディスクが付属。忌野清志郎、岡村靖幸、小泉今日子、宮沢和史（THE BOOM）などから、本作発売に対してコメントが掲載されている。

## 収録曲
全作詞：浜崎貴司　
作曲・編曲：FLYING KIDS（特記以外）

### Disc 1
1. 幸せであるように
1枚目のシングル。
2. 我想うゆえに我あり
2枚目のシングル。
3. 心は言葉につつまれて
作曲：加藤英彦
3枚目のシングル。
4. 胸のチャイム
作曲：丸山史朗
アルバム『GOSPEL HOUR』収録。
5. 君とサザンとポートレート
作曲：浜崎貴司　編曲：中村哲
7枚目のシングル。
6. 恋の瞬間
作曲：丸山史朗　編曲：FLYING KIDS & 根岸孝旨
9枚目のシングル。
7. 風の吹き抜ける場所へ (Growin' Up, Blowin' In The Wind)
10枚目のシングル。
8. セクシーフレンド・シックスティーナイン
アルバム『Communication』収録。
9. 君に告げよう
11枚目のシングル。
10. 暗闇でキッス 〜Kiss in the darkness〜
13枚目のシングル。
11. Christmas Lovers
補編曲：根岸孝旨
14枚目のシングル。
12. ディスカバリー
16枚目のシングル。
13. 僕であるために
17枚目のシングル。
14. ニューアドベンチャー
編曲：高野寛 & FLYING KIDS
19枚目のシングル「君にシャラララ」のカップリング曲。

### Disc 2 (初回盤のみ)
1. 恋人だけじゃ愛が足りない
作曲：加藤英彦
アルバム「GOSPEL HOUR」収録。
2. 明日への力
作曲：浜崎貴司・飯野竜彦
アルバム『青春は欲望のカタマリだ!』収録。
3. 歌の思い出
作曲：加藤英彦・浜崎貴司
アルバム『新しき魂の光と道』収録。
4. Brother&Sister
作曲：浜崎貴司
アルバム『GOSPEL HOUR』収録。
5. 僕が言える事のすべて
アルバム『Communication』収録。
6. 野生のハマザキ
作曲：加藤英彦
アルバム『青春は欲望のカタマリだ!』収録。
7. 傘がない
作詞・作曲：井上陽水
2枚目のシングル「我想うゆえに我あり」のカップリング曲。井上陽水の同名曲のカバー。アルバム初収録。
8. 一日の終り （Part2）
作曲：丸山史朗
『青春は欲望のカタマリだ!』収録の別バージョン。本作で初音源化。